# Авон (Сена и Марна)
Авон (фр. Avon) насеље је и општина у северном делу централне Француске у региону Париски регион, у департману Сена и Марна која припада префектури Фонтенбло.
По подацима из 2011. године у општини је живело 14.084 становника, а густина насељености је износила 3750 становника/km². Општина се простире на површини од 3,83 km². Налази се на средњој надморској висини од ????? метара (максималној 100 m, а минималној 42 m).

## Демографија
| 1962. | 1968.  | 1975.  | 1982.  | 1990.  | 1999.  | 2011.  |
| ----- | ------ | ------ | ------ | ------ | ------ | ------ |
| 7.475 | 13.552 | 15.377 | 14.778 | 13.873 | 14.362 | 14.084 |

График промене броја становника у току последњих година